# Rob Zombie
Rob Zombie , født Robert Bartleh Cummings (født 12. januar 1965 i Haverhill, Massachusetts, USA), og er kendt som sanger i bandet, under hans eget navn. Han startede dog i White Zombie, der var inspireret af elementer fra Type O Negative og Alice Cooper.

## Filmografi
- Halloween (2007)
- The Devil's Rejects (2005)
- House of 1000 Corpses (2003)
- Psycho (1998)